# Gyttorp
Gyttorp ist ein Ort (tätort) in der schwedischen Provinz Örebro län und der historischen Provinz Västmanland.

## Lage und Geschichte

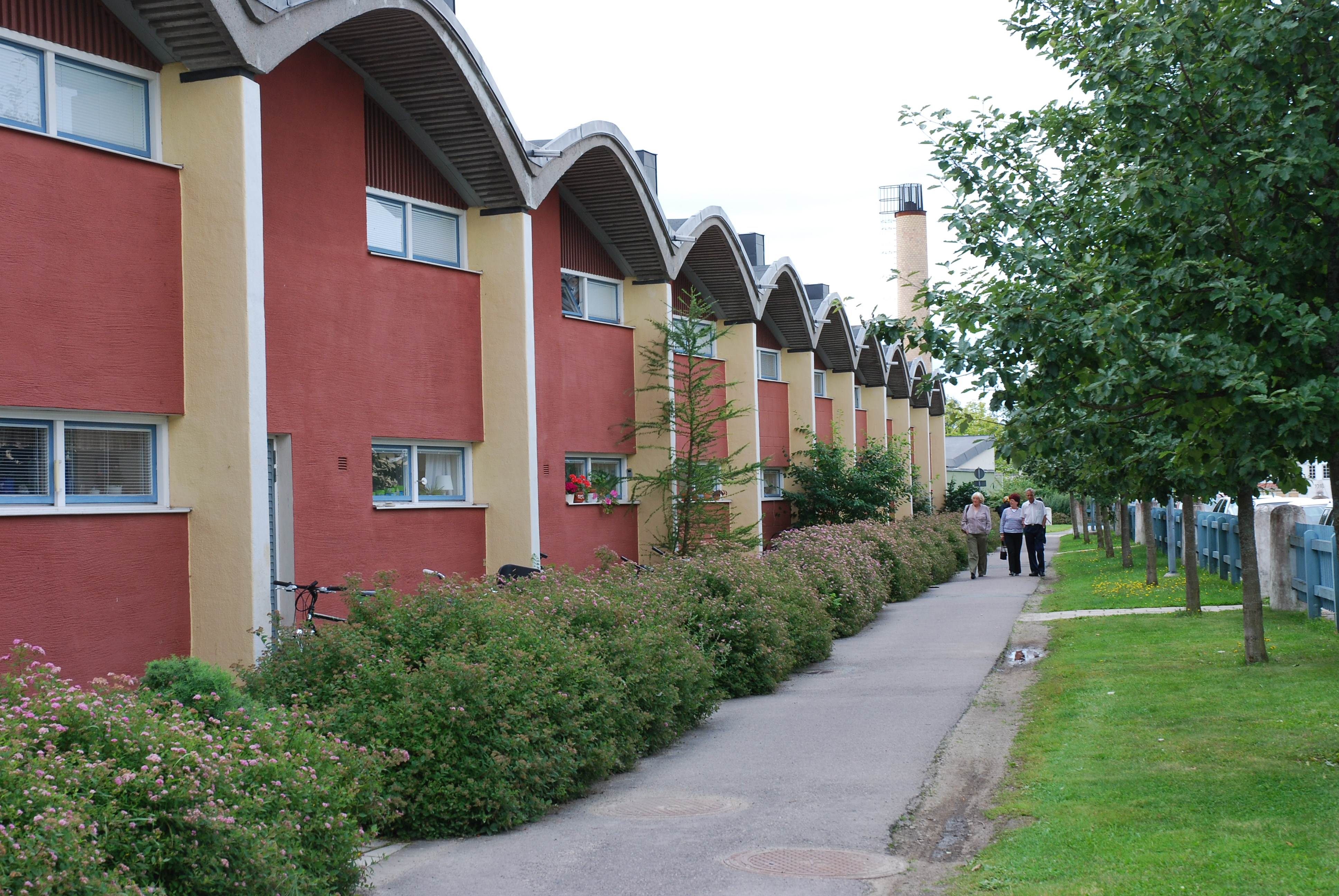
Wohnhäuser in Gyttorp

Gyttorp liegt rund sechs Kilometer westlich von Nora am See Vikern. Große Teile der heutigen Ortschaft wurde von Ralph Erskine zwischen 1945 und 1955 erbaut.
Gyttorp war ein kleiner Eisenbahnknoten, an dem die Zweigstrecke von Striberg an die Bahnstrecke Nora–Karlskoga anschloss. Die Zweigstrecke ist stillgelegt und abgebaut, die ehemalige Hauptstrecke wird nur noch im Museumsverkehr befahren.
Durch den Ort führen die Straßen länsväg 243 und 244.
Größter Arbeitgeber ist Alfred Nobels erste Firma, die Nitro Nobel AB mit rund 400 Angestellten.